# Mirt zwyczajny

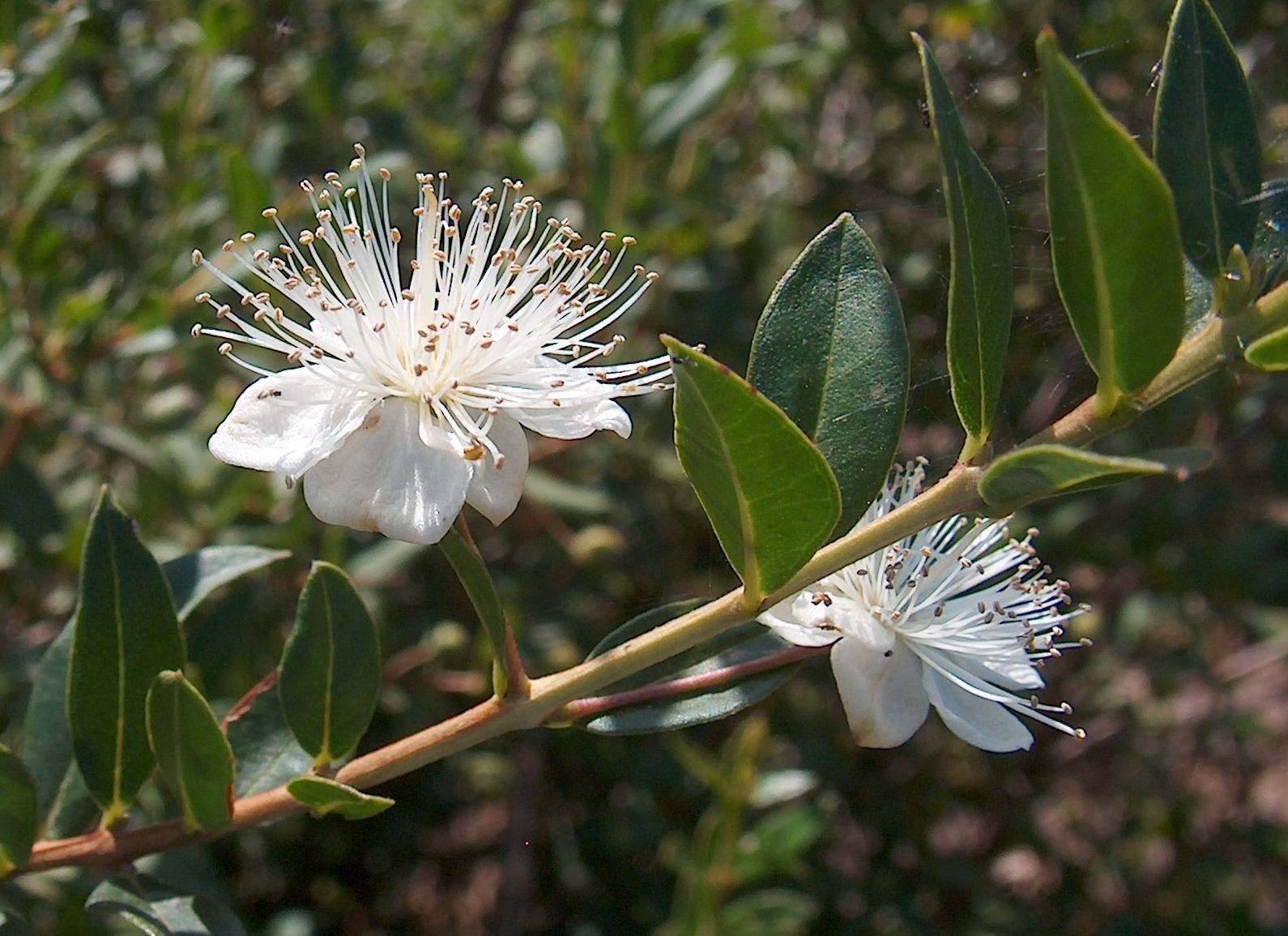
Kwitnący pęd

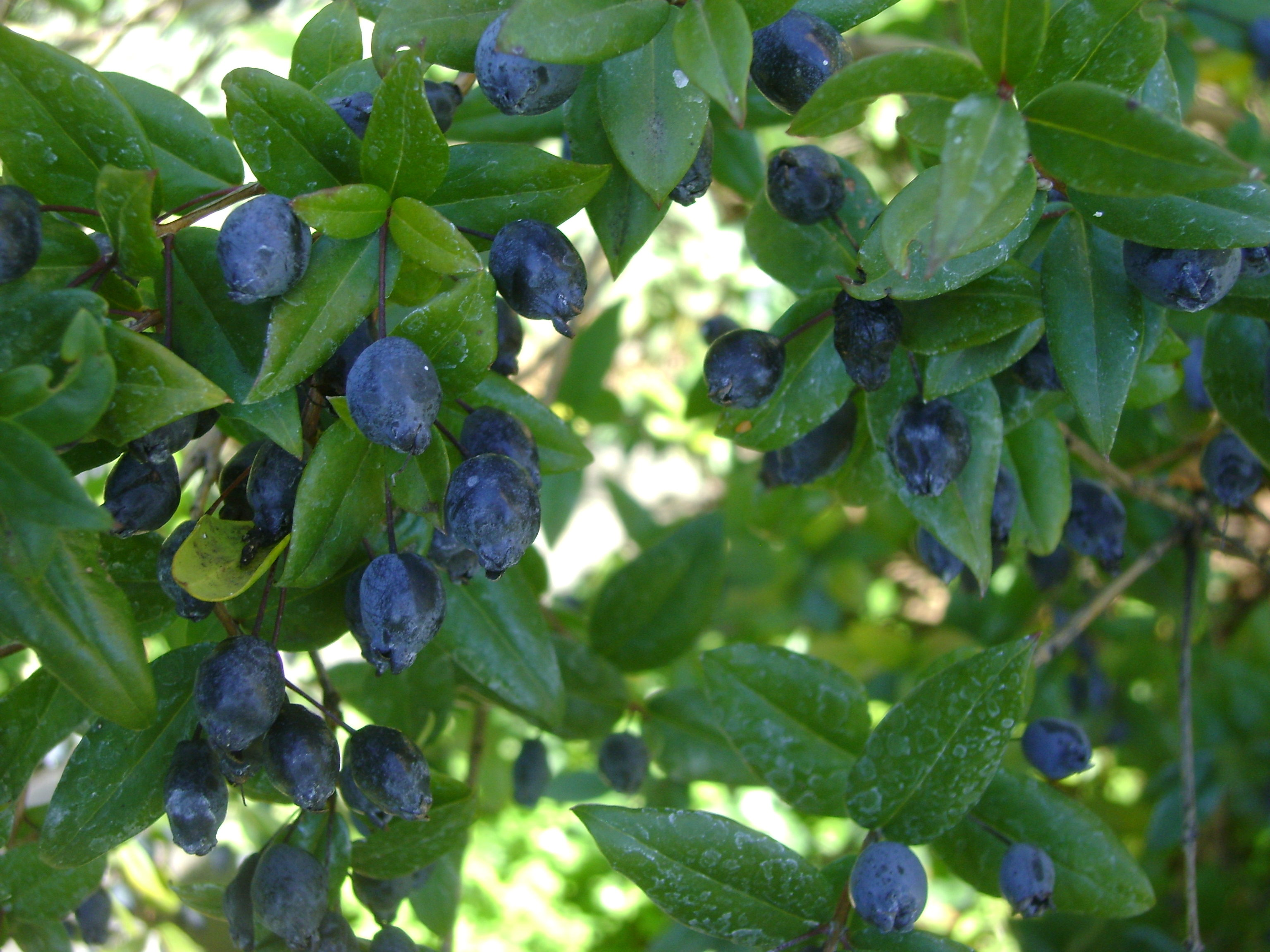
Gałązka z owocami

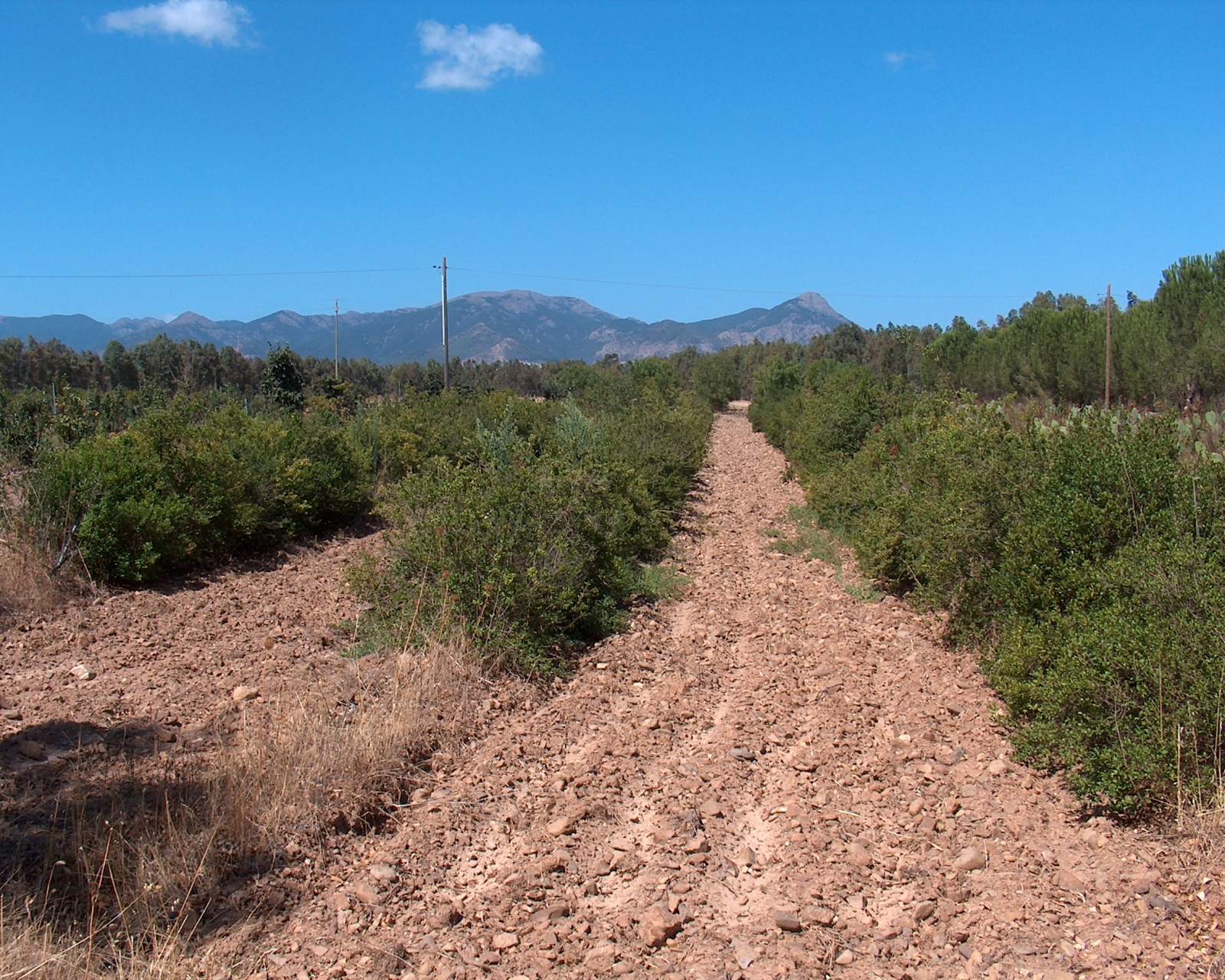
Plantacja mirtu

Mirt zwyczajny (Myrtus communis L.) – gatunek rośliny z rodziny mirtowatych (Myrtaceae). 

## Zasięg geograficzny
Rodzimy obszar występowania obejmuje głównie obszar śródziemnomorski: Afrykę Północną (Makaronezja, Algieria, Libia, Maroko, Tunezja, Erytrea, Etiopia), część Azji Zachodniej (Afganistan, Cypr, Iran, Irak, Izrael, Jordania, Liban, Syria, Turcja, Pakistan), Jemen na Półwyspie Arabskim oraz Europę Południową (Albania, kraje byłej Jugosławii, Grecja, Włochy, Malta, Francja, Portugalia, Hiszpania). Jako gatunek introdukowany występuje w Republice Południowej Afryki. Jest uprawiany w wielu krajach świata.

## Morfologia
PokrójZimozielony, wonny krzew lub małe drzewo, osiąga w rejonie swojego występowania wysokość do 5 m. Pędy, kwiaty i liście są silnie pachnące.
LiścieUlistnienie nakrzyżległe. Liście jajowate lub jajowatolancetowate, skórzaste i błyszczące.
KwiatyBiałe, pojedynczo wyrastające w kątach liści. Mają dzbaneczkowate dno kwiatowe, 5-działkowy kielich, 5-płatkową koronę, 1 słupek i liczne pręciki.
OwocCzarnoniebieska lub biaława jagoda.

## Zmienność
W obrębie tego gatunku oprócz podgatunku nominatywnego wyróżniono jeden podgatunek:
- Myrtus communis subsp. tarentina (L.) Nyman

## Zastosowanie
- Roślina przyprawowa. Owoce są jadalne, mają korzennosłodki smak i są smaczne. W czasach biblijnych na wyspach Sardynia, Korsyka i Kreta oraz w zachodniej Azji były używane jako przyprawa do mięsa, zarówno w całości, jak i po rozkruszeniu. Wysuszonych używano zamiast pieprzu. Obecnie w krajach śródziemnomorskich owoców mirtu używa się do przyprawiania deserów, likierów i słodkich potraw[7].
- Liście są również wykorzystywane jako przyprawa. Mają smak ostro-gorzki i zawierają 0,2% do 0,8% olejku myrtolowego. Posiekane lub w całości są używane do przyprawiania pieczonych mięs, gulaszu, mięsnych ragoût, do farszów i sałatek. Włosi całymi gałązkami mirtu zawijają mięso, dziczyznę i drób przed pieczeniem bądź wędzeniem, wkładają też gałązki do środka mięsa. Przed spożyciem gałązki są usuwane[7].
- Spalane w ognisku gałązki mirtu są używane do nadawania aromatu mięsom, drobiowi, owocom morza[7].
- Olejek mirtowy stosowany jest do aromatyzowania past do zębów, kosmetyków po goleniu i dodatków do kąpieli[8].
- Z kwiatków i owoców mirtu wytwarzano kosmetyk zwany wodą anielską[9].
- Roślina ozdobna. W krajach o cieplejszym klimacie (strefy 8-11) jest uprawiana jako roślina gruntowa[10]. W Polsce zwykle jest uprawiana jako roślina pokojowa. Nie jest jednak typową rośliną pokojową i zazwyczaj przez lato wystawia się go w pojemnikach na zewnątrz pomieszczeń, a zimę z konieczności musi spędzić w ogrzewanych pomieszczeniach (w Polsce przemarza zimą)[11].

## Uprawa
Najlepiej rośnie na próchnicznym i przewiewnym podłożu o odczynie kwaśnym lub lekko kwaśnym. Na podłożu wapiennym jego liście jaśnieją i żółkną. Źle znosi przesadzanie, dlatego też należy go od razu wsadzić do większej doniczki. Przez lato nawozi się go słabo, podlewa się umiarkowanie. Od połowy grudnia do końca stycznia przechodzi okres spoczynku. Umieszcza się go wówczas w zimnym, ale świetlistym pomieszczeniu. Mirt uprawiany w doniczkach lubi dużo słońca, ale źle znosi przeciągi, dlatego w lecie dobrze jest doniczki wystawiać na dobrze nasłonecznione, ale zaciszne balkony lub werandy. Aby utrzymać gęsty i zwarty pokrój roślinę przycina się. Rozmnaża się przez sadzonki lub wysiew nasion. 

## Obecność w kulturze
- Jest jedną z czterech roślin, które Żydzi spożywają w czasie święta Sukkot, zwanego też Świętem Namiotów. Jest to zalecenie zawarte w Talmudzie, pisze o nim również prorok Nehemiasz (Nh 8,15): „Idźcie w góry i przynieście gałęzie oliwne, gałęzie sosnowe, gałęzie mirtowe, gałęzie palmowe i gałęzie innych drzew liściastych, aby zgodnie z przepisem uczynić szałasy”. Zwyczaj przyrządzania szałasów w czasie Sukkot jest praktykowany przez Żydów do dzisiaj, nawet przez tych mieszkających w miastach[12].
- W Biblii mirt symbolizuje nieśmiertelność i zwycięstwo życia nad śmiercią Księga Zachariasza 1,8; 1,11)[12].
- W Biblii mirt jest także symbolem pokoju i radości (np. w Księdze Izajasza 41,19 i 55,13)[12].
- Mirt uważany jest też za symbol odnowy i oczyszczenia, łatwo bowiem odradza się po pożarach[12].
- Roślina ta była w starożytnej Grecji poświęcona bogini Afrodycie. W dawnych państwach – Grecji i Rzymie – wieńce z mirtu zdobiły głowy panien młodych, jako symbol szczęścia i płodności. Zwyczaj ten rozprzestrzenił się później na północy Europy i w niektórych krajach praktykowany jest do dziś[13].
- Od kilku już wieków gałązki mirtowe jako symbolizujące miłość, wierność i piękno są używane jako element dekoracyjny panny młodej – zwykle robi się z nich wianek mirtowy na głowę, lub wpina w welon. Dawniej siostry zakonne przy składaniu ślubów wieczystych nakładały na głowę mirtowy wianek, jeszcze obecnie jest to praktykowane w niektórych zakonach[9].
- Gałązkami mirtu zdobi się gromnice, ołtarze, przydrożne figurki i święte obrazy[9].
- Walce autorstwa Johanna Straussa II - Myrthen-Kränze (Korona mirtowa) op. 154 oraz Myrtenblüten (Kwiaty mirtu) op. 395 swoimi tytułami nawiązują do tej rośliny[14].